# Eusceptis melanogramma
Eusceptis melanogramma är en fjärilsart som beskrevs av Perty 1833. Eusceptis melanogramma ingår i släktet Eusceptis och familjen nattflyn. Inga underarter finns listade i Catalogue of Life.